# Груповий етап Ліги Європи УЄФА 2017—2018
Ця стаття містить інформацію про груповому етапі Ліги Європи УЄФА 2017/18.
У груповому етапі беруть участь 48 клубів: 16 починають з нього, 22 переможця раунду плей-оф і 10 програли в раунді плей-оф Ліги Чемпіонів (п'ять з чемпіонської і п'ять з нечемпіонської). Клуби розподілені на 12 груп по 4 команди в кожній. Команди, що посіли в групі перші два місця, проходять в плей-оф.

## Географія турніру
У груповому етапі Ліги Європи УЄФА 2017/18 представлені національні ліги наступних країн:
- Німеччина, Іспанія, Італія, Франція, Чехія — по 3;
- Австрія, Англія, Ізраїль, Португалія, Росія, Сербія, Туреччина, Україна, Швейцарія — по 2;
- Албанія, Білорусь, Бельгія, Болгарія, Греція, Данія, Казахстан, Кіпр, Північна Македонія, Молдова, Нідерланди, Німеччина, Румунія, Хорватія, Швеція — по 1.

 Партизан

 Црвена Звезда
 Брага

 Віторія Гімарайнш

## Жеребкування
Команди були посіяні в чотири кошика на основі їх положення в рейтингу коефіцієнтів УЄФА на кінець сезону 2016/2017. Жеребкування пройшло 25 серпня 2017 року  у «Грімальді-Форум» у Монако.
| Ключ до кольорів у таблиці                                                |
| ------------------------------------------------------------------------- |
| Команди, які отримали автоматичну кваліфікацію                            |
| Команди, що пройшли кваліфікаційний раунд                                 |
| Команди, що вилетіли з четвертого кваліфікаційного раунду Ліги чемпіонів. |

| Кошик 1            | Кошик 1 |
| Команда            | Коеф.   |
| ------------------ | ------- |
| Арсенал            | 105,192 |
| Зеніт              | 87,106  |
| Олімпік Ліон       | 68,833  |
| Динамо Київ        | 67,526  |
| Вільярреал         | 64,999  |
| Атлетік Більбао    | 60,999  |
| Лаціо              | 56,666  |
| Мілан              | 47,666  |
| Вікторія Пльзень   | 40,635  |
| Ред Булл Зальцбург | 40,570  |
| Копенгаген         | 37,800  |
| Брага              | 37,366  |

| 2 Кошик           | 2 Кошик |
| Команда           | Коеф.   |
| ----------------- | ------- |
| Стяуа             | 35,370  |
| Лудогорець        | 34,175  |
| БАТЕ              | 29,475  |
| Евертон           | 29,192  |
| Янг Бойз          | 28,915  |
| Олімпік Марсель   | 28,333  |
| Реал Сосьєдад     | 27,499  |
| Маккабі Тель-Авів | 23,375  |
| Локомотив         | 20,606  |
| Аустрія           | 17,070  |
| Герта             | 16,899  |
| Ніцца             | 26,049  |

| Кошик 3           | Кошик 3 |
| Команда           | Коеф.   |
| ----------------- | ------- |
| Астана            | 16,800  |
| Партизан          | 16,075  |
| Гоффенгайм        | 15,899  |
| Кельн             | 15,899  |
| Рієка             | 15,550  |
| Віторія Гімарайнш | 14,886  |
| Аталанта          | 14,666  |
| Зюлте-Варегем     | 14,480  |
| Зоря              | 13,526  |
| Русенборг         | 16,665  |
| Шериф             | 11,150  |
| Хапоель Беер-Шева | 10,875  |

| Кошик 4             | Кошик 4 |
| Команда             | Коеф.   |
| ------------------- | ------- |
| Аполлон             | 10,710  |
| Істанбул Башакшехір | 10,340  |
| Коньяспор           | 9,840   |
| Вітесс              | 9,212   |
| Славія Прага        | 8,135   |
| Црвена Звезда       | 7,325   |
| Скендербеу          | 6,825   |
| Фастав              | 6,635   |
| АЕК Афіни           | 6,580   |
| Лугано              | 6,415   |
| Вардар              | 5,125   |
| Естерсунд           | 3,945   |

## Групи

### Група А
| 1 | Вільярреал          |     | 2:2 | 3:1 | 0:1 | 6 | 3 | 2 | 1 | 10 — 6 | +4 | 11 |
| 2 | Астана              | 2:3 |     | 1:1 | 4:0 | 6 | 3 | 1 | 2 | 10 — 7 | +3 | 10 |
| 3 | Славія (Прага)      | 0:2 | 0:1 |     | 1:0 | 6 | 2 | 2 | 2 | 6 — 6  | 0  | 8  |
| 4 | Маккабі (Тель-Авів) | 0:0 | 0:2 | 0:1 |     | 6 | 1 | 1 | 3 | 1 — 6  | -5 | 4  |

#### 1 тур
| 14 вересня 2017 19.00 |

| Славія Прага | 1:0 (1:0) | Маккабі Тель-Авів |
| ------------ | --------- | ----------------- |
| Нецид 12'    | УЄФА      |                   |

| Еден Арена, Прага Глядачів: 13 035 Арбітр: Роберт Шергенгофер |

| 14 вересня 2017 19.00 |

| Вільярреал                          | 3:1 (1:0) | Астана         |
| ----------------------------------- | --------- | -------------- |
| Сансоне 16' Бакамбу 75' Черишев 77' | УЄФА      | 68' Логвиненко |

| Естадіо де ла Кераміка, Віла-Реал Глядачів: 14 670 Арбітр: Срджан Йованович |

#### 2 тур
| 28 вересня 2017 17.00 |

| Астана      | 1:1 (1:1) | Славія Прага       |
| ----------- | --------- | ------------------ |
| Томасов 42' | УЄФА      | 18' Нгадеу-Нгаджуї |

| Астана Арена, Астана Глядачів: 17 215 Арбітр: Андреас Екберг |

| 28 вересня 2017 21.05 |

| Маккабі Тель-Авів | 0:0 (0:0) | Вільярреал |
| ----------------- | --------- | ---------- |
|                   | УЄФА      |            |

| Нетанья, Нетанья Глядачів: 11 865 Арбітр: Крейг Поусон |

#### 3 тур
| 19 жовтня 2017 17.00 |

| Астана                                     | 4:0 (2:0) | Маккабі Тель-Авів |
| ------------------------------------------ | --------- | ----------------- |
| Твумасі 33' (пен.), 42' Кабананга 47', 52' | УЄФА      |                   |

| Астана Арена, Астана Глядачів: 10 350 Арбітр: Сергій Бойко |

| 19 жовтня 2017 21.05 |

| Вільярреал             | 2:2 (2:2) | Славія Прага        |
| ---------------------- | --------- | ------------------- |
| Трігерос 41' Бакка 44' | УЄФА      | 18' Нецид 30' Данні |

| Естадіо де ла Кераміка, Віла-Реал Глядачів: 15,634 Арбітр: Свен Оддвар Моен |

#### 4 тур
| 2 листопада 2017 19.00 |

| Славія Прага | 0:2 (0:1) | Вільярреал                |
| ------------ | --------- | ------------------------- |
|              | УЄФА      | 15' Бакка 89' (авт.) Делі |

| Еден Арена, Прага Глядачів: 18 403 Арбітр: Боббі Медден |

| 2 листопада 2017 19.00 |

| Маккабі Тель-Авів | 0:1 (0:0) | Астана      |
| ----------------- | --------- | ----------- |
|                   | УЄФА      | 57' Твумасі |

| Нетанья, Нетанья Глядачів: 7,934 Арбітр: Павел Рачковський |

#### 5 тур
| 23 листопада 2017 17.00 |

| Астана                    | 2:3 (1:1) | Вільярреал                |
| ------------------------- | --------- | ------------------------- |
| Кабананга 22' Твумасі 88' | УЄФА      | 39' Раба 65', 83' Бакамбу |

| Астана Арена, Астана Глядачів: 29,800 Арбітр: Гедимінас Мажейка |

| 23 листопада 2017 21.05 |

| Маккабі Тель-Авів | 0:2 (0:1) | Славія Прага        |
| ----------------- | --------- | ------------------- |
|                   | УЄФА      | 45+1', 54' Гушбауер |

| Нетанья, Нетанья Глядачів: 6,874 Арбітр: Іштван Ковач |

#### 6 тур
| 7 грудня 2017 19.00 |

| Славія Прага | 0:1  | Астана     |
| ------------ | ---- | ---------- |
|              | УЄФА | 39' Аничич |

| Еден Арена, Прага Глядачів: 14,198 Арбітр: Матс-Крістофер Крістофферсон |

| 7 грудня 2017 19.00 |

| Вільярреал | 0:1 (0:0) | Маккабі Тель-Авів |
| ---------- | --------- | ----------------- |
|            | УЄФА      | 60' Блекмен       |

| Естадіо де ла Кераміка, Віла-Реал Глядачів: 12,613 Арбітр: Давіде Масса |

### Група B
| 1 | Динамо Київ |     | 4:1 | 2:2 | 3:1 | 6 | 4 | 1 | 1 | 15 — 9 | +6 | 13 |
| 2 | Партизан    | 2:3 |     | 2:1 | 2:0 | 6 | 2 | 2 | 2 | 8 — 9  | -1 | 8  |
| 3 | Янг Бойз    | 0:1 | 1:1 |     | 2:1 | 6 | 1 | 3 | 2 | 7 — 8  | -1 | 6  |
| 4 | Скендербеу  | 3:2 | 0:0 | 1:1 |     | 6 | 1 | 2 | 3 | 6 — 10 | -4 | 5  |

#### 1 тур
| 14 вересня 2017 19.00 |

| Янг Бойз     | 1:1 (1:1) | Партизан    |
| ------------ | --------- | ----------- |
| Фасснахт 14' | УЄФА      | 11' Янкович |

| Стад де Суїсс, Берн Глядачів: 13,004 Арбітр: Іштван Ковач |

| 14 вересня 2017 19.00 |

| Динамо Київ                                       | 3:1 (0:1) | Скендербеу |
| ------------------------------------------------- | --------- | ---------- |
| Сидорчук 47' Жуніор Мораес 49' Мбокані 65' (пен.) | УЄФА      | 39' Музака |

| Олімпійський, Київ Глядачів: 24,893 Арбітр: Барт Вертентен |

#### 2 тур
| 28 вересня 2017 21.05 |

| Скендербеу | 1:1  | Янг Бойз   |
| ---------- | ---- | ---------- |
| Соуе 65'   | УЄФА | 72' Ассале |

| Ельбасан Арена, Ельбасан Глядачів: 3,300 Арбітр: Кевін Блом |

| 28 вересня 2017 21.05 |

| Партизан                 | 2:3 (2:0) | Динамо Київ                                  |
| ------------------------ | --------- | -------------------------------------------- |
| Ожегович 34' Тавамба 42' | УЄФА      | 54' (пен.), 84' Жуніор Мораес 68' Буяльський |

| Стадіон «Партизана», Белград Глядачів: 0 Арбітр: Свен Оддвар Моен |

#### 3 тур
| 19 жовтня 2017 21.05 |

| Динамо Київ             | 2:2 (2:1) | Янг Бойз        |
| ----------------------- | --------- | --------------- |
| Мбокані 34' Морозюк 49' | УЄФА      | 17', 40' Ассале |

| Олімпійський, Київ Глядачів: 21,789 Арбітр: Маттіас Гестраніус |

| 19 жовтня 2017 21.05 |

| Скендербеу | 0:0  | Партизан |
| ---------- | ---- | -------- |
|            | УЄФА |          |

| Ельбасан Арена, Ельбасан Глядачів: 6,300 Арбітр: Даніель Стефаньський |

#### 4 тур
| 2 листопада 2017 19.00 |

| Янг Бойз | 0:1 (0:0) | Динамо Київ    |
| -------- | --------- | -------------- |
|          | УЄФА      | 70' Буяльський |

| Стад де Суїсс, Берн Глядачів: 10,077 Арбітр: Тоні Шапрон |

| 2 листопада 2017 19.00 |

| Партизан              | 2:0 (1:0) | Скендербеу |
| --------------------- | --------- | ---------- |
| Тошич 39' Тавамба 66' | УЄФА      |            |

| Стадіон «Партизана», Белград Глядачів: 12,659 Арбітр: Карлос дель Серро Гранде |

#### 5 тур
| 23 листопада 2017 21.05 |

| Партизан                 | 2:1 (1:1) | Янг Бойз    |
| ------------------------ | --------- | ----------- |
| Тавамба 12' Ожегович 53' | УЄФА      | 25' Нгамало |

| Стадіон «Партизана», Белград Глядачів: 20,568 Арбітр: Тамаш Богнар |

| 23 листопада 2017 21.05 |

| Скендербеу                    | 3:2 (1:1) | Динамо Київ              |
| ----------------------------- | --------- | ------------------------ |
| Лілай 18' Аденії 52' Соуе 56' | УЄФА      | 16' Циганков 90+1' Русин |

| Ельбасан Арена, Ельбасан Глядачів: 100 Арбітр: Олівер Драхта |

#### 6 тур
| 7 грудня 2017 19.00 |

| Янг Бойз              | 2:1 (0:0) | Скендербеу  |
| --------------------- | --------- | ----------- |
| Оаро 55' Ассале 90+6' | УЄФА      | 51' Гавазай |

| Стад де Суїсс, Берн Глядачів: 8,023 Арбітр: Саймон Лі Еванс |

| 7 грудня 2017 19.00 |

| Динамо Київ                                   | 4:1 (3:1) | Партизан             |
| --------------------------------------------- | --------- | -------------------- |
| Морозюк 6' Жуніор Мораес 28', 31', 78' (пен.) | УЄФА      | 45+4' (пен.) Євтович |

| Олімпійський, Київ Глядачів: 14,678 Арбітр: Павел Гіл |

### Група C
| 1 | Брага               |     | 0:2 | 2:1 | 3:1 | 6 | 3 | 1 | 2 | 9 — 6  | +8 | 10 |
| 2 | Лудогорець          | 1:1 |     | 1:2 | 2:1 | 6 | 2 | 3 | 1 | 7 — 5  | +2 | 9  |
| 3 | Істанбул Башакшехір | 2:1 | 0:0 |     | 1:1 | 6 | 2 | 2 | 2 | 7 — 8  | -1 | 8  |
| 4 | Гоффенгайм          | 1:2 | 1:1 | 3:1 |     | 6 | 1 | 2 | 3 | 8 — 10 | -2 | 5  |

#### 1 тур
| 14 вересня 2017 19.00 |

| Істанбул Башакшехір | 0:0 (0:0) | Лудогорець |
| ------------------- | --------- | ---------- |
|                     | УЄФА      |            |

| Башакшехір Фатіх Терім, Стамбул Глядачів: 6,804 Арбітр: Стефан Юганнесон |

| 14 вересня 2017 19.00 |

| Гоффенгайм | 1:2 (1:1) | Брага                    |
| ---------- | --------- | ------------------------ |
| Вагнер 24' | УЄФА      | 45+1' Тейшейра 50' Соуза |

| Рейн-Некар-Арена, Зінсхайм Глядачів: 15,714 Арбітр: Боббі Медден |

#### 2 тур
| 28 вересня 2017 21.05 |

| Брага                     | 2:1 (1:1) | Істанбул Башакшехір |
| ------------------------- | --------- | ------------------- |
| Хассан 26' Франсержіо 89' | УЄФА      | 28' Белезоглу       |

| Муніципальний стадіон, Брага Глядачів: 10,376 Арбітр: Матей Юг |

| 28 вересня 2017 21.05 |

| Лудогорець           | 2:1 (0:1) | Гоффенгайм    |
| -------------------- | --------- | ------------- |
| Дяков 46' Лукокі 72' | УЄФА      | 2' Кадержабек |

| Лудогорець Арена, Разград Глядачів: 6,155 Арбітр: Павел Рачковський |

#### 3 тур
| 19 жовтня 2017 21.05 |

| Гоффенгайм                     | 3:1  | Істанбул Башакшехір |
| ------------------------------ | ---- | ------------------- |
| Гюбнер 52' Амірі 59' Шульц 75' | УЄФА | 90+3' Наполеоні     |

| Рейн-Некар-Арена, Зінсхайм Глядачів: 21,167 Арбітр: Олексій Єськов |

| 19 жовтня 2017 21.05 |

| Брага | 0:2 (0:1) | Лудогорець              |
| ----- | --------- | ----------------------- |
|       | УЄФА      | 25' Моці 56' Раул Сілва |

| Муніципальний стадіон, Брага Глядачів: 8,623 Арбітр: Давіде Масса |

#### 4 тур
| 2 листопада 2017 19.00 |

| Істанбул Башакшехір | 1:1 (0:0) | Гоффенгайм          |
| ------------------- | --------- | ------------------- |
| Вишча 90+3'         | УЄФА      | 47' Флоріан Грілліч |

| Башакшехір Фатіх Терім, Стамбул Глядачів: 5,214 Арбітр: Гаральд Лехнер |

| 2 листопада 2017 19.00 |

| Лудогорець     | 1:1 (0:0) | Брага          |
| -------------- | --------- | -------------- |
| Марселиньо 68' | УЄФА      | 83' Франсержіо |

| Лудогорець Арена, Разград Глядачів: 7,544 Арбітр: Владислав Безбородов |

#### 5 тур
| 23 листопада 2017 21.05 |

| Лудогорець      | 1:2 (0:1) | Істанбул Башакшехір |
| --------------- | --------- | ------------------- |
| Марселіньйо 65' | УЄФА      | 20' Вишча 27' Фрай  |

| Лудогорець Арена, Разград Глядачів: 7,520 Арбітр: Мирослав Зелінка |

| 23 листопада 2017 21.05 |

| Брага                             | 3:1 (1:0) | Гоффенгайм |
| --------------------------------- | --------- | ---------- |
| Марсело Гояно 1' Франсержіо 90+1' | УЄФА      | 74' Ут     |

| Муніципальний стадіон, Брага Глядачів: 10,054 Арбітр: Андре Маррінер |

#### 6 тур
| 7 грудня 2017 19.00 |

| Істанбул Башакшехір            | 2:1 (1:0) | Брага          |
| ------------------------------ | --------- | -------------- |
| Вишча 10' Белезоглу 77' (пен.) | УЄФА      | 55' Раул Сілва |

| Башакшехір Фатіх Терім, Стамбул Глядачів: 5,241 Арбітр: Джон Бітон |

| 7 грудня 2017 19.00 |

| Гоффенгайм | 1:1 (0:1) | Лудогорець    |
| ---------- | --------- | ------------- |
| Окс 25'    | УЄФА      | 62' Вандерсон |

| Рейн-Некар-Арена, Зінсхайм Глядачів: 7,814 Арбітр: Орел Грінфельд |

### Група D
| 1 | Мілан     |     | 0:0 | 5:1 | 3:2 | 6 | 3 | 2 | 1 | 13 — 6  | +7 | 11 |
| 2 | АЕК Афіни | 0:0 |     | 2:2 | 2:2 | 6 | 1 | 5 | 0 | 6 — 5   | +1 | 8  |
| 3 | Рієка     | 2:0 | 1:2 |     | 1:4 | 6 | 2 | 1 | 3 | 11 — 12 | -1 | 7  |
| 4 | Аустрія   | 1:5 | 0:0 | 1:3 |     | 6 | 1 | 2 | 3 | 9 — 16  | -7 | 5  |

#### 1 тур
| 14 вересня 2017 19.00 |

| Рієка    | 1:2 (1:1) | АЕК Афіни                        |
| -------- | --------- | -------------------------------- |
| Елез 29' | УЄФА      | 16' Манталос 62' Христодулопулос |

| Руєвіца, Рієка Глядачів: 5,932 Арбітр: Джон Бітон |

| 14 вересня 2017 19.00 |

| Аустрія      | 1:5 (0:3) | Мілан                                      |
| ------------ | --------- | ------------------------------------------ |
| Боркович 47' | УЄФА      | 7' Чалханоглу 10', 20', 56' Сілва 63' Сусо |

| Ернст-Гаппель, Відень Глядачів: 31,409 Арбітр: Сердар Гезюбююк |

#### 2 тур
| 28 вересня 2017 21.05 |

| Мілан                                | 3:2 (1:0) | Рієка                      |
| ------------------------------------ | --------- | -------------------------- |
| Сілва 14' Мусаккіо 53' Кутроне 90+4' | УЄФА      | 84' Акості 90' (пен.) Елез |

| Джузеппе Меацца, Мілан Глядачів: 23,917 Арбітр: Орель Грінфельд |

| 28 вересня 2017 21.05 |

| АЕК Афіни      | 2:2 (1:1) | Аустрія                 |
| -------------- | --------- | ----------------------- |
| Лівая 28', 90' | УЄФА      | 43' Моншайн 49' Таджурі |

| Олімпійський, Афіни Глядачів: 16,954 Арбітр: Павел Гіл |

#### 3 тур
| 19 жовтня 2017 21.05 |

| Аустрія          | 1:3 (0:2) | Рієка                            |
| ---------------- | --------- | -------------------------------- |
| Фрізенбіхлер 90' | УЄФА      | 21', 31' Гавранович 90+2' Квржич |

| Ернст-Гаппель, Відень Глядачів: 20,690 Арбітр: Сандро Шерер |

| 19 жовтня 2017 21.05 |

| Мілан | 0:0  | АЕК Афіни |
| ----- | ---- | --------- |
|       | УЄФА |           |

| Джузеппе Меацца, Мілан Глядачів: 20,812 Арбітр: Андреас Екберг |

#### 4 тур
| 2 листопада 2017 19.00 |

| Рієка       | 1:4 (0:1) | Аустрія                                 |
| ----------- | --------- | --------------------------------------- |
| Павичич 61' | УЄФА      | 41', 62' Прокоп 73' Сербест 83' Моншайн |

| Руєвіца, Рієка Глядачів: 7,912 Арбітр: Якоб Кехлет |

| 2 листопада 2017 19.00 |

| АЕК Афіни | 0:0  | Мілан |
| --------- | ---- | ----- |
|           | УЄФА |       |

| Олімпійський, Афіни Глядачів: 40,538 Арбітр: Жорже Соуза |

#### 5 тур
| 23 листопада 2017 21.05 |

| АЕК Афіни                        | 2:2 (1:2) | Рієка           |
| -------------------------------- | --------- | --------------- |
| Араухо 45+2' Христодулопулос 65' | УЄФА      | 8', 26' Горгонь |

| Олімпійський, Афіни Глядачів: 17,100 Арбітр: Андріс Трейманіс |

| 23 листопада 2017 21.05 |

| Мілан                                          | 5:1 (3:1) | Аустрія     |
| ---------------------------------------------- | --------- | ----------- |
| Родрігес 27' Сілва 36', 70' Кутроне 42', 90+3' | УЄФА      | 21' Моншайн |

| Джузеппе Меацца, Мілан Арбітр: Маттіас Гестраніус |

#### 6 тур
| 7 грудня 2017 19.00 |

| Рієка                    | 2:0 (1:0) | Мілан |
| ------------------------ | --------- | ----- |
| Пульїч 7' Гавранович 47' | УЄФА      |       |

| Руєвіца, Рієка Глядачів: 8,021 Арбітр: Іштван Вад |

| 7 грудня 2017 19.00 |

| Аустрія | 0:0  | АЕК Афіни |
| ------- | ---- | --------- |
|         | УЄФА |           |

| Ернст-Гаппель, Відень Глядачів: 23,133 Арбітр: Крейг Поусон |

### Група E
| 1 | Аталанта |     | 1:0 | 3:1 | 3:0 | 6 | 4 | 2 | 0 | 14 — 4 | +10 | 14 |
| 2 | Ліон     | 1:1 |     | 4:0 | 3:0 | 6 | 3 | 2 | 1 | 11 — 4 | +7  | 11 |
| 3 | Евертон  | 1:5 | 1:2 |     | 2:2 | 6 | 1 | 1 | 3 | 7 — 15 | -8  | 4  |
| 4 | Аполлон  | 1:1 | 1:1 | 0:3 |     | 6 | 0 | 4 | 2 | 5 — 14 | -9  | 3  |

#### 1 тур
| 14 вересня 2017 19.00 |

| Аполлон         | 1:1 (0:0) | Ліон             |
| --------------- | --------- | ---------------- |
| Сардінеро 90+3' | УЄФА      | 53' (пен.) Депай |

| ГСП, Нікосія Глядачів: 5,134 Арбітр: Мирослав Зелінка |

| 14 вересня 2017 19.00 |

| Аталанта                             | 3:0 (3:0) | Евертон |
| ------------------------------------ | --------- | ------- |
| Масіелло 27' Гомес 41' Крістанте 44' | УЄФА      |         |

| Стадіо Мапеі, Реджо-нель-Емілія Глядачів: 14,490 Арбітр: Владислав Безбородов |

#### 2 тур
| 28 вересня 2017 21.05 |

| Евертон             | 2:2 (1:1) | Аполлон                |
| ------------------- | --------- | ---------------------- |
| Руні 21' Влашич 66' | УЄФА      | 12' Сардінеро 88' Юсте |

| Гудісон Парк, Ліверпуль Глядачів: 27,034 Арбітр: Тамаш Богнар |

| 28 вересня 2017 21.05 |

| Ліон       | 1:1 (1:0) | Аталанта  |
| ---------- | --------- | --------- |
| Траоре 45' | УЄФА      | 57' Гомес |

| Парк Олімпік Ліон, Ліон Глядачів: 27,715 Арбітр: Даніель Зіберт |

#### 3 тур
| 19 жовтня 2017 21.05 |

| Аталанта                           | 3:1 (1:0) | Аполлон     |
| ---------------------------------- | --------- | ----------- |
| Іличич 11' Петанья 64' Фройлер 66' | УЄФА      | 59' Скембрі |

| Стадіо Мапеі, Реджо-нель-Емілія Глядачів: 13,803 Арбітр: Георгі Кабаков |

| 19 жовтня 2017 21.05 |

| Евертон     | 1:2 (0:1) | Ліон                       |
| ----------- | --------- | -------------------------- |
| Вільямс 69' | УЄФА      | 6' (пен.) Фекір 75' Траоре |

| Гудісон Парк, Ліверпуль Глядачів: 27,159 Арбітр: Бас Нейгейс |

#### 4 тур
| 2 листопада 2017 19.00 |

| Аполлон     | 1:1 (0:1) | Аталанта          |
| ----------- | --------- | ----------------- |
| Селая 90+4' | УЄФА      | 35' (пен.) Іличич |

| ГСП, Нікосія Глядачів: 5,658 Арбітр: Андріс Трейманіс |

| 2 листопада 2017 19.00 |

| Ліон                          | 3:0 (0:0) | Евертон |
| ----------------------------- | --------- | ------- |
| Траоре 68' Ауар 76' Депай 88' | УЄФА      |         |

| Парк Олімпік Ліон, Ліон Глядачів: 48,103 Арбітр: Орель Грінфельд |

#### 5 тур
| 23 листопада 2017 21.05 |

| Ліон                                          | 4:0 (2:0) | Аполлон |
| --------------------------------------------- | --------- | ------- |
| Діакабі 29' Фекір 32' Маріано 67' Маоліда 90' | УЄФА      |         |

| Парк Олімпік Ліон, Ліон Глядачів: 26,972 Арбітр: Павел Рачковський |

| 23 листопада 2017 21.05 |

| Евертон    | 1:5 (0:1) | Аталанта                                           |
| ---------- | --------- | -------------------------------------------------- |
| Сандро 71' | УЄФА      | 12', 74' Крістанте 86' Госенс 88', 90+4' Корнеліус |

| Гудісон Парк, Ліверпуль Глядачів: 17,431 Арбітр: Якоб Кехлет |

#### 6 тур
| 7 грудня 2017 19.00 |

| Аполлон | 0:3 (0:2) | Евертон                    |
| ------- | --------- | -------------------------- |
|         | УЄФА      | 21', 27' Лукман 87' Влашич |

| ГСП, Нікосія Глядачів: 4,237 Арбітр: Себастьєн Дельферьєр |

| 7 грудня 2017 19.00 |

| Аталанта    | 1:0 (1:0) | Ліон |
| ----------- | --------- | ---- |
| Петанья 10' | УЄФА      |      |

| Стадіо Мапеі, Реджо-нель-Емілія Глядачів: 14,500 Арбітр: Олексій Єськов |

### Група F
| 1 | Локомотив  |     | 2:1 | 1:2 | 3:0 | 6 | 3 | 2 | 1 | 9 — 4  | +5 | 11 |
| 2 | Копенгаген | 0:0 |     | 2:0 | 3:0 | 6 | 2 | 3 | 0 | 7 — 3  | +4 | 9  |
| 3 | Шериф      | 1:1 | 0:0 |     | 1:0 | 6 | 3 | 3 | 0 | 4 — 4  | 0  | 9  |
| 4 | Фастав     | 0:2 | 1:1 | 0:0 |     | 6 | 0 | 2 | 4 | 1 — 10 | -9 | 2  |

#### 1 тур
| 14 вересня 2017 19.00 |

| Копенгаген | 0:0 (0:0) | Локомотив |
| ---------- | --------- | --------- |
|            | УЄФА      |           |

| Паркен, Копенгаген Глядачів: 17,285 Арбітр: Гюсейн Геджек |

| 14 вересня 2017 19.00 |

| Фастав | 0:0 (0:0) | Шериф |
| ------ | --------- | ----- |
|        | УЄФА      |       |

| Андрув, Оломоуц Глядачів: 4,499 Арбітр: Ендрю Даллас |

#### 2 тур
| 28 вересня 2017 21.05 |

| Шериф | 0:0 (0:0) | Копенгаген |
| ----- | --------- | ---------- |
|       | УЄФА      |            |

| Шериф, Тирасполь Глядачів: 5,070 Арбітр: Клейтон Пісані |

| 28 вересня 2017 21.05 |

| Локомотив                    | 3:0 (3:0) | Фастав |
| ---------------------------- | --------- | ------ |
| Фернандеш 2' (пен.), 6', 17' | УЄФА      |        |

| Локомотив, Москва Глядачів: 10,065 Арбітр: Саймон Лі Еванс |

#### 3 тур
| 19 жовтня 2017 21.05 |

| Фастав   | 1:1 (1:1) | Копенгаген   |
| -------- | --------- | ------------ |
| Діоп 11' | УЄФА      | 19' Анкерсен |

| Андрув, Оломоуц Глядачів: 6,245 Арбітр: Олівер Драхта |

| 19 жовтня 2017 21.05 |

| Шериф         | 1:1 (1:1) | Локомотив       |
| ------------- | --------- | --------------- |
| Бадібанга 31' | УЄФА      | 17' А. Міранчук |

| Шериф, Тирасполь Глядачів: 10,500 Арбітр: Іштван Вад |

#### 4 тур
| 2 листопада 2017 19.00 |

| Копенгаген                    | 3:0 (1:0) | Фастав |
| ----------------------------- | --------- | ------ |
| Люфтнер 40' Вербич 49', 90+2' | УЄФА      |        |

| Паркен, Копенгаген Глядачів: 16,189 Арбітр: Никола Дабанович |

| 2 листопада 2017 19.00 |

| Локомотив  | 1:2 (1:1) | Шериф                       |
| ---------- | --------- | --------------------------- |
| Фарфан 26' | УЄФА      | 41' Бадібанга 58' Брезовець |

| Локомотив, Москва Глядачів: 10,118 Арбітр: Себастьєн Дельферьєр |

#### 5 тур
| 23 листопада 2017 19.00 |

| Локомотив       | 2:1 (1:1) | Копенгаген |
| --------------- | --------- | ---------- |
| Фарфан 17', 51' | УЄФА      | 31' Вербич |

| Локомотив, Москва Глядачів: 10,696 Арбітр: Хав'єр Естрада Фернандес |

| 23 листопада 2017 21.05 |

| Шериф     | 1:0  | Фастав |
| --------- | ---- | ------ |
| Жайро 11' | УЄФА |        |

| Шериф, Тирасполь Глядачів: 5,485 Арбітр: Ола Гоббер Нілсен |

#### 6 тур
| 7 грудня 2017 19.00 |

| Копенгаген              | 2:0 (0:0) | Шериф |
| ----------------------- | --------- | ----- |
| Сотіріу 56' Люфтнер 59' | УЄФА      |       |

| Паркен, Копенгаген Глядачів: 14,246 Арбітр: Сердар Гезюбююк |

| 7 грудня 2017 19.00 |

| Фастав | 0:2 (0:0) | Локомотив                  |
| ------ | --------- | -------------------------- |
|        | УЄФА      | 70' О. Миранчук 75' Фарфан |

| Андрув, Оломоуц Глядачів: 4,682 Арбітр: Мете Калькаван |

### Група G
| 1 | Вікторія Пльзень  |     | 2:0 | 4:1 | 3:1 | 6 | 4 | 0 | 2 | 12 — 8  | +4 | 12 |
| 2 | Стяуа             | 3:0 |     | 1:2 | 1:1 | 6 | 3 | 1 | 2 | 9 — 6   | +3 | 10 |
| 3 | Лугано            | 3:2 | 1:2 |     | 1:0 | 6 | 3 | 0 | 3 | 10 — 11 | -1 | 9  |
| 4 | Хапоель Беер-Шева | 0:2 | 1:2 | 2:1 |     | 6 | 1 | 1 | 4 | 5 — 11  | -6 | 4  |

#### 1 тур
| 14 вересня 2017 21.05 |

| Стяуа                              | 3:0 (2:0) | Вікторія |
| ---------------------------------- | --------- | -------- |
| Будеску 21' (пен.), 44' Алібек 72' | УЄФА      |          |

| Національний стадіон, Бухарест Глядачів: 20,714 Арбітр: Андріс Трейманіс |

| 14 вересня 2017 21.05 |

| Хапоель Беер-Шева             | 2:1 (1:0) | Лугано           |
| ----------------------------- | --------- | ---------------- |
| Ейнбіндер 2' Цедек 60' (пен.) | УЄФА      | 67' (авт.) Цедек |

| Тото Тернер, Беер-Шева Глядачів: 14,752 Арбітр: Тоні Шапрон |

#### 2 тур
| 28 вересня 2017 19.00 |

| Лугано      | 1:2 (1:0) | Стяуа                         |
| ----------- | --------- | ----------------------------- |
| Боттані 14' | УЄФА      | 58' Будеску 64' Жуніор Мораїс |

| Свісспорарена, Люцерн Глядачів: 2,680 Арбітр: Сергій Бойко |

| 28 вересня 2017 19.00 |

| Вікторія Пльзень                 | 3:1 (1:0) | Хапоель Беер-Шева |
| -------------------------------- | --------- | ----------------- |
| Петржела 29' Копіц 76' Бакош 89' | УЄФА      | 69' Нвакаеме      |

| Дусан Арена, Пльзень Глядачів: 10,314 Арбітр: Іштван Вад |

#### 3 тур
| 19 жовтня 2017 19.00 |

| Хапоель Беер-Шева | 1:2 (0:0) | Стяуа           |
| ----------------- | --------- | --------------- |
| Куенка 87'        | УЄФА      | 70', 75' Гноере |

| Тото Тернер, Беер-Шева Глядачів: 15,117 Арбітр: Кевін Блом |

| 19 жовтня 2017 19.00 |

| Лугано                                | 3:2  | Вікторія Пльзень       |
| ------------------------------------- | ---- | ---------------------- |
| Боттані 63' Карліньйос 69' Герндт 88' | УЄФА | 76' Крменчик 90' Бакош |

| Свісспорарена, Люцерн Глядачів: 2,530 Арбітр: Срджан Йованович |

#### 4 тур
| 2 листопада 2017 21.05 |

| Стяуа     | 1:1  | Хапоель Беер-Шева |
| --------- | ---- | ----------------- |
| Коман 31' | УЄФА | 37' Саар          |

| Національний стадіон, Бухарест Глядачів: 27,134 Арбітр: Халіс Озках'я |

| 2 листопада 2017 21.05 |

| Вікторія Пльзень                        | 4:1 (3:1) | Лугано      |
| --------------------------------------- | --------- | ----------- |
| Крменчик 4', 19' Горжава 45' Чермак 56' | УЄФА      | 15' Маріані |

| Дусан Арена, Пльзень Глядачів: 9,483 Арбітр: Джонатан Лардо |

#### 5 тур
| 23 листопада 2017 19.00 |

| Лугано         | 1:0 (0:0) | Хапоель Беер-Шева |
| -------------- | --------- | ----------------- |
| Карліньйос 50' | УЄФА      |                   |

| Дусан Арена, Пльзень Глядачів: 13,011 Арбітр: Гаральд Лехнер |

| 23 листопада 2017 19.00 |

| Вікторія Пльзень       | 2:0 (0:0) | Стяуа |
| ---------------------- | --------- | ----- |
| Петржела 49' Копіц 76' | УЄФА      |       |

| Свісспорарена, Люцерн Глядачів: 10,197 Арбітр: Іван Бебек |

#### 6 тур
| 7 грудня 2017 21.05 |

| Стяуа      | 1:2 (0:2) | Лугано                |
| ---------- | --------- | --------------------- |
| Гноере 60' | УЄФА      | 28' Дапрела 32' Вечей |

| Національний стадіон, Бухарест Глядачів: 13,231 Арбітр: Никола Дабанович |

| 7 грудня 2017 21.05 |

| Хапоель Беер-Шева | 0:2 (0:1) | Вікторія Пльзень      |
| ----------------- | --------- | --------------------- |
|                   | УЄФА      | 28' Гейда 83' Горжава |

| Тото Тернер, Беер-Шева Глядачів: 10,542 Арбітр: Александар Ставрев |

### Група H
| 1 | Арсенал       |     | 0:0 | 3:1 | 6:0 | 6 | 4 | 1 | 1 | 14 — 4 | +10 | 13 |
| 2 | Црвена Звезда | 0:1 |     | 1:0 | 1:1 | 6 | 2 | 3 | 1 | 3 — 2  | +1  | 9  |
| 3 | Кельн         | 1:0 | 0:1 |     | 5:2 | 6 | 2 | 0 | 4 | 7 — 8  | -1  | 6  |
| 4 | БАТЕ          | 0:6 | 0:0 | 1:0 |     | 6 | 1 | 2 | 3 | 6 — 16 | -10 | 5  |

#### 1 тур
| 14 вересня 2017 21.05 |

| Црвена Звезда | 1:1 (0:0) | БАТЕ         |
| ------------- | --------- | ------------ |
| Радоньїч 54'  | УЄФА      | 72' Сигневич |

| Стадіон імені Райко Митича, Белград Глядачів: 40,284 Арбітр: Євген Арановський |

| 14 вересня 2017 22.05 |

| Арсенал                                | 3:1 (0:1) | Кельн      |
| -------------------------------------- | --------- | ---------- |
| Колашинаць 49' Санчес 67' Бельєрін 82' | УЄФА      | 9' Кордоба |

| Емірейтс, Лондон Глядачів: 59,359 Арбітр: Хав'єр Естрада Фернандес |

#### 2 тур
| 28 вересня 2017 19.00 |

| БАТЕ                     | 2:4 (1:3) | Арсенал                                     |
| ------------------------ | --------- | ------------------------------------------- |
| Іванич 28' Гордійчук 67' | УЄФА      | 9', 22' Волкотт 25' Голдінг 49' (пен.) Жиру |

| Борисов-Арена, Борисов Глядачів: 13,100 Арбітр: Даніель Стефаньський |

| 28 вересня 2017 19.00 |

| Кельн | 0:1 (0:1) | Црвена Звезда |
| ----- | --------- | ------------- |
|       | УЄФА      | 30' Боак'є    |

| Рейн Енергі, Кельн Глядачів: 45,300 Арбітр: Бас Нейгейс |

#### 3 тур
| 19 жовтня 2017 19.00 |

| Црвена Звезда | 0:1 (0:0) | Арсенал  |
| ------------- | --------- | -------- |
|               | УЄФА      | 85' Жиру |

| Стадіон імені Райко Митича, Белград Глядачів: 50,327 Арбітр: Бенуа Бастьєн |

| 19 жовтня 2017 19.00 |

| БАТЕ     | 1:0 (0:0) | Кельн |
| -------- | --------- | ----- |
| Ріос 55' | УЄФА      |       |

| Борисов-Арена, Борисов Глядачів: 11,783 Арбітр: Гюсейн Геджек |

#### 4 тур
| 2 листопада 2017 21.05 |

| Арсенал | 0:0  | Црвена Звезда |
| ------- | ---- | ------------- |
|         | УЄФА |               |

| Емірейтс, Лондон Глядачів: 58,285 Арбітр: Лука Банті |

| 2 листопада 2017 21.05 |

| Кельн                                          | 5:2 (1:2) | БАТЕ                       |
| ---------------------------------------------- | --------- | -------------------------- |
| Цоллер 16' Осако 54', 82' Герассі 63' Йоїч 90' | УЄФА      | 31' Милунович 33' Сигневич |

| Рейн Енергі, Кельн Глядачів: 45,200 Арбітр: Александар Ставрев |

#### 5 тур
| 23 листопада 2017 19.00 |

| Кельн              | 1:0 (0:0) | Арсенал |
| ------------------ | --------- | ------- |
| Герассі 62' (пен.) | УЄФА      |         |

| Рейн Енергі, Кельн Глядачів: 45,300 Арбітр: Владислав Безбородов |

| 23 листопада 2017 19.00 |

| БАТЕ | 0:0  | Црвена Звезда |
| ---- | ---- | ------------- |
|      | УЄФА |               |

| Борисов-Арена, Борисов Глядачів: 12,000 Арбітр: Свейн Оддвар Моен |

#### 6 тур
| 7 грудня 2017 21.05 |

| Арсенал                                                                           | 6:0 (3:0) | БАТЕ |
| --------------------------------------------------------------------------------- | --------- | ---- |
| Дебюші 11' Волкотт 37' Вілшир 43' Поляков 51' (авт.) Жиру 64' (пен.) ель-Нені 74' | УЄФА      |      |

| Емірейтс, Лондон Глядачів: 25,909 Арбітр: Роберт Шергенгофер |

| 7 грудня 2017 21.05 |

| Црвена Звезда | 1:0 (1:0) | Кельн |
| ------------- | --------- | ----- |
| Срнич 22'     | УЄФА      |       |

| Стадіон імені Райко Митича, Белград Глядачів: 51,364 Арбітр: Боббі Медден |

### Група I
| 1 | Ред Булл Зальцбург |     | 1:0 | 0:0 | 3:0 | 6 | 3 | 3 | 0 | 8 — 2 | +6 | 12 |
| 2 | Олімпік Марсель    | 0:0 |     | 1:0 | 2:1 | 6 | 2 | 2 | 2 | 5 — 5 | 0  | 8  |
| 3 | Коньяспор          | 0:1 | 1:1 |     | 2:1 | 6 | 1 | 3 | 2 | 3 — 5 | -2 | 6  |
| 4 | Віторія Гімарайнш  | 1:1 | 1:0 | 1:1 |     | 6 | 1 | 2 | 3 | 4 — 8 | -4 | 5  |

#### 1 тур
| 14 вересня 2017 21.05 |

| Олімпік Марсель | 1:0 (0:0) | Коньяспор |
| --------------- | --------- | --------- |
| Рамі 48'        | УЄФА      |           |

| Велодром, Марсель Глядачів: 8,649 Арбітр: Гедімінас Мажейка |

| 14 вересня 2017 21.05 |

| Віторія Гімарайнш | 1:1 (1:1) | Ред Булл Зальцбург |
| ----------------- | --------- | ------------------ |
| Педро Енріке 25'  | УЄФА      | 45' Беріша         |

| Афонсу Енрікеш, Гімарайнш Глядачів: 13,972 Арбітр: Аліяр Агаєв |

#### 2 тур
| 28 вересня 2017 19.00 |

| Коньяспор              | 2:1 (1:0) | Віторія Гімарайнш |
| ---------------------- | --------- | ----------------- |
| Араз 24' Милошевич 48' | УЄФА      | 74' Уртадо        |

| Торку Арена, Конья Глядачів: 21,116 Арбітр: Александар Ставрев |

| 28 вересня 2017 19.00 |

| Ред Булл Зальцбург | 1:0 (0:0) | Олімпік Марсель |
| ------------------ | --------- | --------------- |
| Даббур 73'         | УЄФА      |                 |

| Ред Булл Арена, Вальс-Зіценгайм Глядачів: 11,832 Арбітр: Іван Бебек |

#### 3 тур
| 19 жовтня 2017 19.00 |

| Олімпік Марсель       | 2:1 (1:1) | Віторія Гімарайнш |
| --------------------- | --------- | ----------------- |
| Окампос 28' Лопес 76' | УЄФА      | 17' Мартінс       |

| Велодром, Марсель Глядачів: 13,359 Арбітр: Стефан Юганнесон |

| 19 жовтня 2017 19.00 |

| Коньяспор | 0:2 (0:1) | Ред Булл Зальцбург        |
| --------- | --------- | ------------------------- |
|           | УЄФА      | 5' Гулбрандсен 80' Даббур |

| Торку Арена, Конья Глядачів: 23,354 Арбітр: Крейг Поусон |

#### 4 тур
| 2 листопада 2017 21.05 |

| Віторія Гімарайнш | 1:0 (0:0) | Олімпік Марсель |
| ----------------- | --------- | --------------- |
| Уртадо 80'        | УЄФА      |                 |

| Афонсу Енрікеш, Гімарайнш Глядачів: 14,181 Арбітр: Тамаш Богнар |

| 2 листопада 2017 21.05 |

| Ред Булл Зальцбург | 0:0  | Коньяспор |
| ------------------ | ---- | --------- |
|                    | УЄФА |           |

| Ред Булл Арена, Вальс-Зіценгайм Глядачів: 8,773 Арбітр: Паоло Маццолені |

#### 5 тур
| 23 листопада 2017 19.00 |

| Ред Булл Зальцбург                      | 3:0 (2:0) | Віторія Гімарайнш |
| --------------------------------------- | --------- | ----------------- |
| Даббур 26' Ульмер 45+1' Хван Хі Чан 67' | УЄФА      |                   |

| Ред Булл Арена, Вальс-Зіценгайм Глядачів: 6,474 Арбітр: Ендрю Даллас |

| 23 листопада 2017 19.00 |

| Коньяспор         | 1:1 (0:0) | Олімпік Марсель   |
| ----------------- | --------- | ----------------- |
| Скубиц 82' (пен.) | УЄФА      | 90+3' (авт.) Моке |

| Торку Арена, Конья Глядачів: 18,000 Арбітр: Сергій Карасьов |

#### 6 тур
| 7 грудня 2017 21.05 |

| Віторія Гімарайнш | 1:1 (0:1) | Коньяспор   |
| ----------------- | --------- | ----------- |
| Туран 77' (авт.)  | УЄФА      | 15' Бурабія |

| Афонсу Енрікеш, Гімарайнш Глядачів: 9,040 Арбітр: Даніель Зіберт |

| 7 грудня 2017 21.05 |

| Олімпік Марсель | 0:0  | Ред Булл Зальцбург |
| --------------- | ---- | ------------------ |
|                 | УЄФА |                    |

| Велодром, Марсель Глядачів: 23,865 Арбітр: Олексій Кульбаков |

### Група J
| 1 | Атлетік Більбао |     | 1:0 | 0:1 | 3:2 | 6 | 3 | 2 | 1 | 8 — 5 | +3 | 11 |
| 2 | Естерсунд       | 2:2 |     | 2:0 | 1:0 | 6 | 3 | 2 | 1 | 8 — 4 | +4 | 11 |
| 3 | Зоря            | 0:2 | 0:2 |     | 2:1 | 6 | 2 | 0 | 4 | 3 — 9 | -6 | 6  |
| 4 | Герта           | 0:0 | 1:1 | 2:0 |     | 6 | 1 | 2 | 3 | 6 — 7 | -1 | 5  |

#### 1 тур
| 14 вересня 2017 21.05 |

| Герта | 0:0 (0:0) | Атлетік Більбао |
| ----- | --------- | --------------- |
|       | УЄФА      |                 |

| Олімпійський, Берлін Глядачів: 28,832 Арбітр: Іван Кружляк |

| 14 вересня 2017 21.05 |

| Зоря | 0:2 (0:0) | Естерсунд             |
| ---- | --------- | --------------------- |
|      | УЄФА      | 50' Годдос 90+4' Геро |

| Арена Львів, Львів Глядачів: 5,097 Арбітр: Штефан Клосснер |

#### 2 тур
| 28 вересня 2017 19.00 |

| Атлетік Більбао | 0:1 (0:1) | Зоря        |
| --------------- | --------- | ----------- |
|                 | УЄФА      | 26' Харатін |

| Сан-Мамес, Більбао Глядачів: 32,462 Арбітр: Халіс Озках'я |

| 28 вересня 2017 19.00 |

| Естерсунд       | 1:0 (1:0) | Герта |
| --------------- | --------- | ----- |
| Нурі 22' (пен.) | УЄФА      |       |

| Ямткрафт Арена, Естерсунд Глядачів: 8,009 Арбітр: Лука Банті |

#### 3 тур
| 19 жовтня 2017 19.00 |

| Естерсунд            | 2:2 (0:1) | Атлетік Більбао        |
| -------------------- | --------- | ---------------------- |
| Геро 52' Едвардс 64' | УЄФА      | 14' Адуріс 89' Вільямс |

| Ямткрафт Арена, Естерсунд Глядачів: 7,870 Арбітр: Іштван Ковач |

| 19 жовтня 2017 19.00 |

| Зоря                 | 2:1 (1:0) | Герта      |
| -------------------- | --------- | ---------- |
| Сілас 42' Сваток 79' | УЄФА      | 56' Зельке |

| Арена Львів, Львів Глядачів: 9,521 Арбітр: Ліран Ліані |

#### 4 тур
| 2 листопада 2017 21.05 |

| Атлетік Більбао | 1:0 (0:0) | Естерсунд |
| --------------- | --------- | --------- |
| Адуріс 70'      | УЄФА      |           |

| Сан-Мамес, Більбао Глядачів: 32,354 Арбітр: Павел Гіл |

| 2 листопада 2017 21.05 |

| Герта           | 2:0 (1:0) | Зоря |
| --------------- | --------- | ---- |
| Зельке 16', 73' | УЄФА      |      |

| Олімпійський, Берлін Глядачів: 20,358 Арбітр: Джон Бітон |

#### 5 тур
| 23 листопада 2017 19.00 |

| Естерсунд                       | 2:0 (1:0) | Зоря |
| ------------------------------- | --------- | ---- |
| Гречишкін 40' (авт.) Годдос 77' | УЄФА      |      |

| Ямткрафт Арена, Естерсунд Глядачів: 7,754 Арбітр: Кевін Блом |

| 23 листопада 2017 19.00 |

| Атлетік Більбао                           | 3:2 (1:2) | Герта               |
| ----------------------------------------- | --------- | ------------------- |
| Адуріс 35' (пен.), 66' (пен.) Вільямс 82' | УЄФА      | 26' Лекі 36' Зельке |

| Сан-Мамес, Більбао Глядачів: 38,928 Арбітр: Паоло Тальявенто |

#### 6 тур
| 7 грудня 2017 21.05 |

| Герта       | 1:1 (0:0) | Естерсунд         |
| ----------- | --------- | ----------------- |
| Пекарик 61' | УЄФА      | 58' Папаяннопулос |

| Олімпійський, Берлін Глядачів: 15,686 Арбітр: Тьягу Мартінш |

| 7 грудня 2017 21.05 |

| Зоря | 0:2 (0:0) | Атлетік Більбао       |
| ---- | --------- | --------------------- |
|      | УЄФА      | 70' Адуріс 86' Гарсія |

| Арена Львів, Львів Глядачів: 8,428 Арбітр: Рудді Буке |

### Група K
| 1 | Лаціо         |     | 1:0 | 2:0 | 1:1 | 6 | 4 | 1 | 1 | 12 — 7 | +5 | 13 |
| 2 | Ніцца         | 1:3 |     | 3:1 | 3:0 | 6 | 3 | 0 | 3 | 12 — 7 | +5 | 9  |
| 3 | Зюлте-Варегем | 3:2 | 1:5 |     | 1:1 | 6 | 2 | 1 | 3 | 8 — 13 | -5 | 7  |
| 4 | Вітессе       | 2:3 | :   | 0:2 |     | 6 | 1 | 2 | 3 | 5 — 10 | -5 | 5  |

#### 1 тур
| 14 вересня 2017 21.05 |

| Вітессе                | 2:3 (1:0) | Лаціо                              |
| ---------------------- | --------- | ---------------------------------- |
| Матавж 33' Лінссен 57' | УЄФА      | 51' Пароло 67' Іммобіле 75' Мурджа |

| ГелреДом, Арнем Глядачів: 19,867 Арбітр: Ліран Ліані |

| 14 вересня 2017 21.05 |

| Зюлте-Варегем | 1:5 (0:3) | Ніцца                                                  |
| ------------- | --------- | ------------------------------------------------------ |
| Лея Ісека 46' | УЄФА      | 16', 20' Плеа 28' Данте 69' Сен-Максімен 74' Балотеллі |

| Регенсбугстадіон, Варегем Глядачів: 9,072 Арбітр: Алі Палабиїк |

#### 2 тур
| 28 вересня 2017 19.00 |

| Ніцца                          | 3:0 (2:0) | Вітессе |
| ------------------------------ | --------- | ------- |
| Плеа 16', 82' Сен-Максімен 45' | УЄФА      |         |

| Альянц Рив'єра, Ніцца Глядачів: 15,006 Арбітр: Олексій Єськов |

| 28 вересня 2017 19.00 |

| Лаціо                    | 2:0 (1:0) | Зюлте-Варегем |
| ------------------------ | --------- | ------------- |
| Кайседо 18' Іммобіле 90' | УЄФА      |               |

| Олімпійський, Рим Глядачів: 300 Арбітр: Гаральд Лехнер |

#### 3 тур
| 19 жовтня 2017 19.00 |

| Ніцца        | 1:3 (1:1) | Лаціо                                |
| ------------ | --------- | ------------------------------------ |
| Балотеллі 4' | УЄФА      | 5' Кайседо 65', 89' Милинкович-Савич |

| Альянц Рив'єра, Ніцца Глядачів: 21,386 Арбітр: Крейг Томсон |

| 19 жовтня 2017 19.00 |

| Зюлте-Варегем    | 1:1 (1:1) | Вітессе   |
| ---------------- | --------- | --------- |
| Кашія 23' (авт.) | УЄФА      | 27' Брюнс |

| Регенсбугстадіон, Варегем Глядачів: 9,488 Арбітр: Іван Бебек |

#### 4 тур
| 2 поября 2017 21.05 |

| Лаціо                  | 1:0 (0:0) | Ніцца |
| ---------------------- | --------- | ----- |
| Ле Маршан 90+2' (авт.) | УЄФА      |       |

| Олімпійський, Рим Глядачів: 21,327 Арбітр: Хесус Хіль Мансано |

| 2 листопада 2017 21.05 |

| Вітессе | 0:2 (0:1) | Зюлте-Варегем          |
| ------- | --------- | ---------------------- |
|         | УЄФА      | 3' (авт.) Дабо 70' Кая |

| ГелреДом, Арнем Глядачів: 17,906 Арбітр: Євген Арановський |

#### 5 тур
| 23 листопада 2017 19.00 |

| Ніцца                               | 3:1 (2:0) | Зюлте-Варегем  |
| ----------------------------------- | --------- | -------------- |
| Балотеллі 5' (пен.), 31' Тамезе 86' | УЄФА      | 81' Хамалайнен |

| Альянц Рив'єра, Ніцца Глядачів: 20,274 Арбітр: Лука Банті |

| 23 поября 2017 19.00 |

| Лаціо             | 1:1  | Вітессе     |
| ----------------- | ---- | ----------- |
| Луїс Альберто 42' | УЄФА | 13' Лінссен |

| Олімпійський, Рим Глядачів: 8,226 Арбітр: Алі Палабиїк |

#### 6 тур
| 7 грудня 2017 21.05 |

| Вітессе         | 1:0 (0:0) | Ніцца |
| --------------- | --------- | ----- |
| Кастайньйос 84' | УЄФА      |       |

| ГелреДом, Арнем Глядачів: 17,564 Арбітр: Сандро Шарер |

| 7 грудня 2017 21.05 |

| Зюлте-Варегем                       | 3:2 (1:0) | Лаціо                 |
| ----------------------------------- | --------- | --------------------- |
| Де Паув 6' Гейлен 60' Лея Ісека 83' | УЄФА      | 67' Кайседо 76' Лейва |

| Регенсбугстадіон, Варегем Глядачів: 8,845 Арбітр: Хараламбос Калогеропулос |

### Група L
| 1 | Зеніт         |     | 3:1 | 3:1 | 2:1 | 6 | 5 | 1 | 0 | 16 — 4 | +12 | 16 |
| 2 | Реал Сосьєдад | 1:3 |     | 4:0 | 3:0 | 6 | 4 | 0 | 2 | 16 — 6 | +10 | 12 |
| 3 | Русенборг     | 1:1 | 0:1 |     | 3:1 | 6 | 1 | 2 | 3 | 6 — 11 | -5  | 5  |
| 4 | Вардар        | 0:5 | 0:6 | 1:1 |     | 6 | 0 | 1 | 5 | 3 — 20 | -17 | 1  |

#### 1 тур
| 14 вересня 2017 21.05 |

| Вардар | 0:5 (0:3) | Зеніт                                             |
| ------ | --------- | ------------------------------------------------- |
|        | УЄФА      | 6', 21' Кокорін 39' Дзюба 66' Іванович 89' Рігоні |

| Філіп II Македонський, Скоп'є Глядачів: 11,118 Арбітр: Якоб Кехлет |

| 14 вересня 2017 21.05 |

| Реал Сосьєдад                                    | 4:0 (3:0) | Русенборг |
| ------------------------------------------------ | --------- | --------- |
| Льоренте 9', 77' Сурутуса 10' Шельвік 41' (авт.) | УЄФА      |           |

| Аноета, Сан-Себастьян Глядачів: 21,479 Арбітр: Паоло Маццолені |

#### 2 тур
| 28 вересня 2017 19.00 |

| Зеніт                      | 3:1 (2:1) | Реал Сосьєдад |
| -------------------------- | --------- | ------------- |
| Рігоні 5' Кокорін 24', 60' | УЄФА      | 41' Льоренте  |

| Стадіон Санкт-Петербург, Санкт-Петербург Глядачів: 50,487 Арбітр: Андре Маррінер |

| 28 вересня 2017 19.00 |

| Русенборг                                       | 3:1 (1:0) | Вардар            |
| ----------------------------------------------- | --------- | ----------------- |
| Бендтнер 25' (пен.) Конрадсен 56' Геденстад 68' | УЄФА      | 90+1' Жуан Феліпе |

| Леркендал, Тронгейм Глядачів: 16,038 Арбітр: Георгі Кабаков |

#### 3 тур
| 19 жовтня 2017 19.00 |

| Зеніт               | 3:1 (1:0) | Русенборг   |
| ------------------- | --------- | ----------- |
| Рігоні 1', 68', 75' | УЄФА      | 88' Гелланн |

| Стадіон Санкт-Петербург, Санкт-Петербург Глядачів: 46,211 Арбітр: Тобіас Штілер |

| 19 жовтня 2017 19.00 |

| Вардар | 0:6 (0:3) | Реал Сосьєдад                                                 |
| ------ | --------- | ------------------------------------------------------------- |
|        | УЄФА      | 12' Оярсабаль 34', 45', 52', 59' Вілліан Жозе 90' де ла Белья |

| Філіп II Македонський, Скоп'є Глядачів: 20,368 Арбітр: Аліяр Агаєв |

#### 4 тур
| 2 листопада 2017 21.05 |

| Русенборг           | 1:1 (0:0) | Зеніт         |
| ------------------- | --------- | ------------- |
| Бендтнер 55' (пен.) | УЄФА      | 90+3' Кокорін |

| Леркендал, Тронгейм Глядачів: 18,597 Арбітр: Сердар Гезюбююк |

| 2 листопада 2017 21.05 |

| Реал Сосьєдад                           | 3:0 (1:0) | Вардар |
| --------------------------------------- | --------- | ------ |
| Хуанмі 31' де ла Белья 69' Баутіста 81' | УЄФА      |        |

| Аноета, Сан-Себастьян Глядачів: 17,242 Арбітр: Роберт Шергенгофер |

#### 5 тур
| 23 листопада 2017 19.00 |

| Зеніт                | 2:1 (2:0) | Вардар            |
| -------------------- | --------- | ----------------- |
| Полоз 16' Рігоні 43' | УЄФА      | 90+3' Блажевський |

| Стадіон Санкт-Петербург, Санкт-Петербург Глядачів: 38,196 Арбітр: Барт Вертентен |

| 23 листопада 2017 21.05 |

| Русенборг | 0:1 (0:0) | Реал Сосьєдад |
| --------- | --------- | ------------- |
|           | УЄФА      | 90' Оярсабаль |

| Леркендал, Тронгейм Глядачів: 18,307 Арбітр: Даніель Стефаньський |

#### 6 тур
| 7 грудня 2017 21.05 |

| Реал Сосьєдад    | 1:3 (0:1) | Зеніт                               |
| ---------------- | --------- | ----------------------------------- |
| Вілліан Жозе 58' | УЄФА      | 35' Єрохін 64' Іванович 85' Паредес |

| Аноета, Сан-Себастьян Глядачів: 20,609 Арбітр: Ліран Ліані |

| 19 жовтня 2017 19.00 |

| Вардар   | 1:1  | Русенборг      |
| -------- | ---- | -------------- |
| Йтало 9' | УЄФА | 45+2' Бендтнер |

| Філіп II Македонський, Скоп'є Глядачів: 7,839 Арбітр: Сергій Бойко |